# 卡莉·波普
卡莉·波普（英語：Carly Pope；1980年8月28日—) ，為加拿大女演員，她因在2009年電視節目《24小時反恐任務》飾演Samantha Roth而聞名。

## 早期生活
卡莉出生於加拿大不列顛哥倫比亞省溫哥華市，她有一個哥哥叫克利斯·蒲柏，也是一位演員，另外她還有個弟弟叫弟弟亞歷山大(Alexander Pope)。她在高中時期開始在溫哥華的舞台劇《The Odd Couple》，以及《仲夏夜之夢》等等。她就讀過 Lord Byng Secondary School 高中，並且是加拿大女演員蔻碧·史莫德的高中同學。

## 職業生活
卡莉一開始在一些電影扮演小角色，包括《恐怖怪譚》、《白雪奇蹟》以及《Night Man》等等電影。之後卡莉主演 WB 電視網的高中生影集《Popular》。該劇結束後，卡莉獲得許多電影及電視劇演出，包括 《玻璃屋》、電影 《Finder's Fee》，以及《橘郡男孩》等等。2004年，卡莉主演影集《 The Collector》。2005年，她客串FOX 電視台影集《神秘召喚》以及電影《Eighteen》。
2007年，卡莉主演電影《游擊女孩俱樂部》以及《intelligent sex comedy》，以及多倫多電影展的強片《花花性事》。2009年，她參與 FOX 電視台的影集《24小時反恐任務》，飾演 Samantha Roth，總統兒子的女友。
2010年，卡莉參與 NBC 頻道的法庭劇《Outlaw》 。

## 私人生活
在她拍攝工作之餘，卡莉還會找時間就讀大學，然而，卡莉會義大利語，西班牙語以及法語，並且積極接觸文學。
2009年12月29日，卡莉與哥哥克利斯駕駛黑色 BMW 前往溫哥華市中心的西佐治街上，一名31歲的男子大衛(David Fromradas)，跳到他們的車上並且大叫說撞到了他。克利斯下車查看，大衛就跳上車並且開車衝撞至附近的新CBC工作室。卡莉的臀部受傷，而且二處脊椎骨受傷。克利斯·蒲柏的腳踝受傷並且傷害到一名路人。

## 外部連結
- 卡莉·波普在互联网电影资料库（IMDb）上的資料（英文）
- 卡莉·波普的X（前Twitter）